# Septoria elaeagni
Septoria elaeagni är en svampart som först beskrevs av Chevall., och fick sitt nu gällande namn av Jean Baptiste Desmazières 1853. Septoria elaeagni ingår i släktet Septoria och familjen Mycosphaerellaceae.   Inga underarter finns listade i Catalogue of Life.